# Кусто, Симона
Симона Мельхиор Кусто (фр. Simone Melchior Cousteau; 19 января 1919, Тулон, Франция — 1 декабря 1990, Монако) — французская исследовательница. Она была первой женщиной-аквалангисткой и гидронавтом, а также женой и деловым партнёром исследователя Жака Ива Кусто. Принимала участие в большинстве экспедиций. Команда «Калипсо» придумала ей ласковое прозвище «Пастушка» (фр. La Bergère).

## Биография
Симона родилась 19 января 1919 года в Тулоне, Франция. Её отец, Анри Мельшио и оба деда, Жюль Мельшио (по отцу) и Жан Беме (по матери) были адмиралами французского флота.
В 1924 году Анри Мельшио в качестве директора Air Liquide (основного производителя промышленных газов во Франции) переехал со своей семьёй в Кобе. Симона выучила японский язык в возрасте пяти лет.
Симона встретила своего мужа Жака Ива на вечеринке в 1937 году Он был морским офицером 27 лет, а ей было 17 лет. Они поженились в Париже 12 июля 1937 года.
После медового месяца в Швейцарии и Италии Симона и Жак Ив поселились в Ле Мурильоне, близ Тулона. У них было два сына: Жан Мишель и Филипп.
В 1942 году отец Симоны предоставил финансирование и производственный опыт Эмиля Ганьяна в Air Liquide для разработки акваланга Жака Ива Кусто. Симона присутствовала в 1943 году на испытаниях прототипа акваланга на реке Марна под Парижем. Новое изобретение было использовано для обнаружения и удаления мин противника после Второй мировой войны.
Подводные исследования семьи Кусто привели к покупке 19 июля 1950 года минного тральщика «Калипсо». Томас Лоэл Гиннес купил корабль и сдавал его в аренду Кусто за один франк в год. Симона продала семейные драгоценности, чтобы на полученные деньги приобрести топливо для «Калипсо», и свои меха, чтобы приобрести компас и гироскоп. В 1952 году «Калипсо» отправилось в своё первое путешествие в Красное море. Симона была единственной женщиной на борту.
В 1963 году Симона стала первой женщиной гидронавтом, живя в гидрополисе Starfish House в течение последних четырёх дней проекта Преконтинент-2.
Умерла после продолжительной болезни от рака. Прах Симоны Кусто развеяли над морем у берегов Монако.

## Киновоплощения
- Одиссея — Одри Тоту